# Куликов, Дмитрий Валерьевич
Дмитрий Валерьевич Куликов (род. 20 марта 1990) — российский дзюдоист, призёр чемпионатов России, мастер спорта России. Занял третье место на чемпионате Европы среди молодёжи. Состоит в сборной России по дзюдо.

## Спортивные результаты
- Чемпионат России по дзюдо 2013 года — ;
- Чемпионат России по дзюдо 2014 года — ;